# クロノス (時間の神)
クロノス（古代ギリシャ語: Χρόνος, ラテン文字転写: Khronos，ラテン語形: Chronus）は、「時」を神格化したもの。シュロスのペレキューデースによって創作された神で、彼の Heptamychia に登場する。ヘーシオドスの『神統記』を初め、アポロドーロス、ヒュギーヌスらによる通常のギリシア神話には見られない。カオスから生じた原初神であるという説がある。
ティーターネース（巨神族）の農耕の神・Κρόνοςとは、カナ書きすると同じ「クロノス」となり、英語での発音も同じ、ギリシア語での発音もほぼ同じなため、しばしば混同されるが、両者は本来、全く別の神である。
この時間神クロノスと、やはりギリシア神話の神カイロスという2つの言葉は、元々は「時」を表す一般名詞である。καιρός（カイロス）は「時刻」、χρόνος （クロノス）は「時間」を、それぞれ意味する。
chronometer（クロノメーター）、chronology（年代学）、chronicle（年代記）、synchronize（同調させる）、anachronism（時代錯誤）、chronic disease（持病）などは、こちらのクロノスに由来する。